# 磯野彰彦
磯野 彰彦（いその あきひこ、1954年5月26日 - ）は、日本のジャーナリスト。元毎日新聞社デジタルメディア局長、新聞研究本部長。まいまいクラブ内でブログ「竹橋発」を運営していた。現在は昭和女子大学評議員、キャリア支援センター長、グローバルビジネス学部会計ファイナンス学科特任教授。

## 経歴
- 武蔵中学校・高等学校、早稲田大学政治経済学部政治学科卒業。
- 1978年　毎日新聞社入社。
- 福島支局、東京本社社会部、経済部、政治部、労組委員長を経て大阪本社経済部長、中部本社報道センター室長、東京本社編集局次長を歴任。
- 2007年　デジタルメディア局次長に就任。
- 2008年6月25日　デジタルメディア局長に就任。
- 2008年6月27日　毎日デイリーニューズWaiWai問題により役職停止1カ月の懲戒処分。
- 2009年6月25日　紙面審査委員長に就任。
- 2009年10月1日　新聞研究本部長兼紙面審査委員長兼「開かれた新聞」委員会事務局長。
- 2011年3月31日　毎日新聞社退社。
- 2011年4月1日　 昭和女子大学キャリア支援センター副センター長、客員教授。
- 2013年4月1日　 同キャリア支援センター長、グローバルビジネス学部ビジネスデザイン学科特命教授。
- 2017年4月1日　同キャリア支援センター長兼キャリア支援部長、グローバルビジネス学部ビジネスデザイン学科教授。
- 2020年4月1日　同キャリア支援センター長兼キャリア支援部長、グローバルビジネス学部ビジネス学科特任教授、理事、評議員。
- 2020年3月31日　キャリア支援部長を外れる。
- 2022年4月1日　所属が会計ファイナンス学科に変更。
- 2022年3月31日　理事職を外れる。